# 密毛爵床
密毛爵床（学名：Rostellularia procumbens var. hirsuta）为爵床科爵床属下的一个变种。

## 扩展阅读
- 維基物種上的相關：密毛爵床